# Estratègia militar

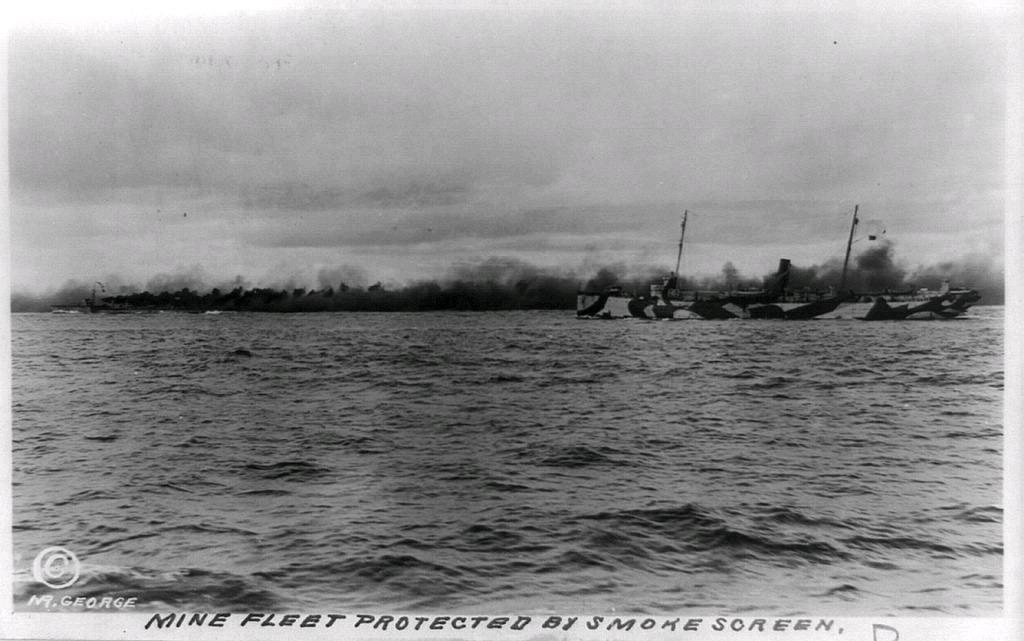
Cuirassat estatunidenc camuflat durant la Primera Guerra Mundial.

L'estratègia militar és un conjunt d'idees implementades per organitzacions militars per assolir els objectius estratègics desitjats. Derivat de la paraula grega strategos, el terme estratègia, quan va aparèixer en ús durant el segle xviii, va ser vist en el seu sentit estricte com l'"art del general ", o "'l'art de l'arranjament" de tropes. L'estratègia militar s'ocupa de la planificació i la realització de campanyes, el moviment i disposició de les forces i l'engany de l'enemic.
El pare dels estudis estratègics moderns occidentals, Carl von Clausewitz (1780–1831), va definir l'estratègia militar com "l'ocupació de batalles per aconseguir el final de la guerra". La definició de BH Liddell Hart va posar menys èmfasi en les batalles, definint l'estratègia com "l'art de distribuir i aplicar mitjans militars per complir els fins de la política". Per tant, tots dos van donar la preeminència als objectius polítics sobre els militars.

## Orígens
Sun Tzu (544–496 aC) sovint es considera el pare de l'estratègia militar oriental i va influir molt en les tàctiques de guerra històriques i modernes xineses, japoneses, coreanes i vietnamites. L'art de la guerra de Sun Tzu va créixer en popularitat i també va tenir un ús pràctic a la societat occidental. Continua influint en molts esforços competitius a Àsia, Europa i Amèrica, incloent la cultura, la política, i els negocis, així com la guerra moderna. L'estratègia militar oriental difereix de l'occidental en centrar-se més en la guerra asimètrica i l'engany. L'Arthashastra de Chanakya també ha estat un important compendi estratègic i polític en la història índia i asiàtica.
L'estratègia difereix de la tàctica, ja que l'estratègia es refereix a l'ús de totes les capacitats militars d'una nació mitjançant una planificació, desenvolupament i adquisició d'alt nivell ia llarg termini per garantir la seguretat o la victòria. La tàctica és l'art d'organitzar forces al camp de batalla o a prop per aconseguir objectius com a part de l'estratègia militar més àmplia.